# Diane Vaughan
Diane Vaughan est une sociologue américaine à l'Université Columbia. Elle est principalement connue pour son travail sur les problèmes organisationnels ayant conduit au crash de la navette Challenger en 1986. Plus généralement, elle s'intéresse aux « manières dont les choses tournent mal » dans des situations très diverses : les séparations de couple, les échecs industriels etc. Son travail lui a valu plusieurs prix, dont le Public Understanding of Sociology par l'American Sociological Organization.

## Biographie
Diane Vaughan a reçu son doctorat en sociologie à l'Université d'Ohio en 1979. Elle a enseigné au collège de Boston de 1984 à 2005, avant d'intégrer l'université de Columbia.

## Thèmes de recherche
Vaughan a travaillé sur des thèmes éclectiques, qui trouvent leur point commun dans l'étude de l'évolution des relations et des situations.

### Théorie du signal et relations intimes
Dans Uncoupling, elle montre que les séparations amoureuses ne sont pas des évènements soudains mais un détachement graduel accompagné de signaux.

### Sociologie des organisations et de la violence
Elle a proposé l'expression « normalisation de la déviance », faisant le lien entre sociologie des organisations et sociologie de la déviance, pour expliquer comment la tolérance aux dysfonctionnements augmente. De mauvaises pratiques n'ayant pas de résultats négatifs immédiats deviennent de plus en plus acceptés, menant parfois à la catastrophe (comme celle de Challenger).

## Ouvrages principaux
- Controlling Unlawful Organizational Behavior (1983).
- Uncoupling. Turning Points in Intimate Relationships (1986), Oxford University Press.
- The Challenger Launch Decision: Risky Technology, Culture and Deviance at NASA (1996), Chicago: University of Chicago Press.
- Diane Vaughan, Dead Reckoning: Air Traffic Control, System Effects, and Risk, University of Chicago Press, 2021 (ISBN 9780226796406)